# 燒水壺

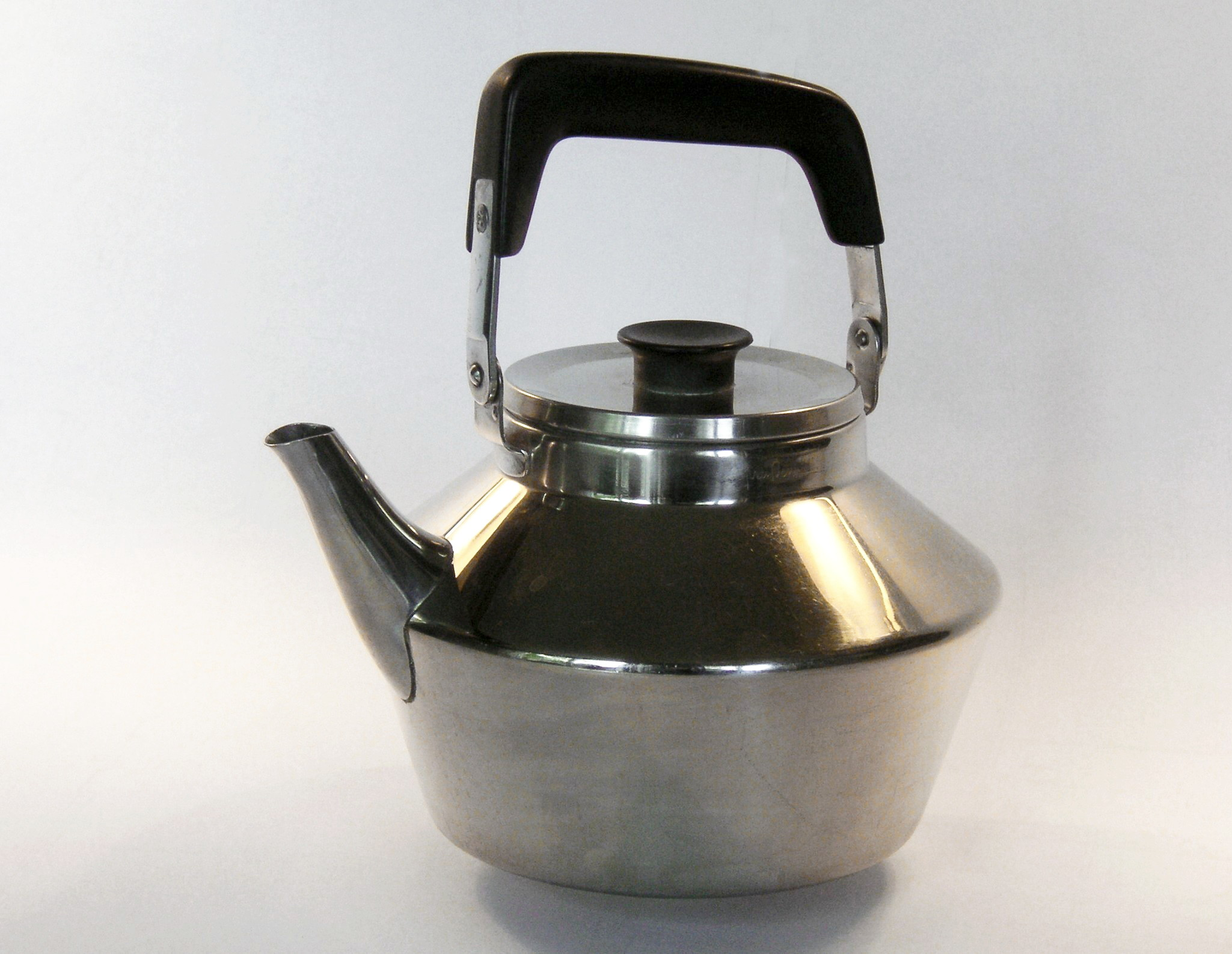
金屬水煲

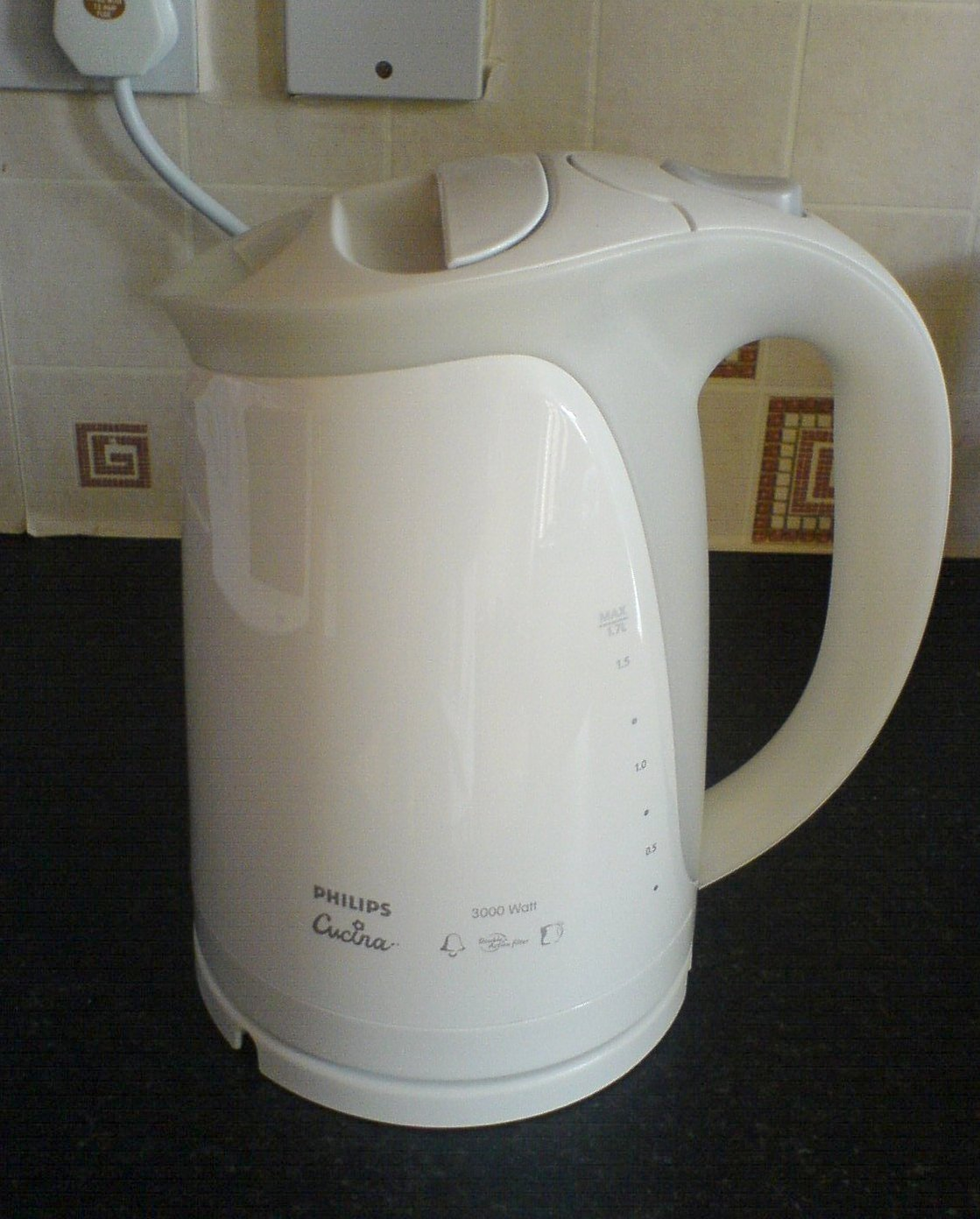
塑膠电热水壺

燒水壺，也称热水壶，是煮水的容器。通常以陶瓷或金屬製成，把水注入水煲內在放在爐上煮沸後即可飲用。現代也有在煲內設發熱線的電热水煲。
茶儀式用作煮沸水用的水煲稱為湯瓶、湯銚或茶銚。
電熱水壺是一种利用电热能、採用蒸气智能感应控制的给水加热的热水壺，可以在加热完成後自动断电，因其便捷、快速高效等优势，在1891年的芝加哥被發明後，迅速在欧美国家得以普及，近代传入亞洲。分为带分体式底座（底盘）和不带底座两种，底座上带有加热管，水壶要对应放置在底座上方可加热，是保护措施的一种。

## 進一步閱讀
- Stevenson, Seth (Nov. 8, 2005). "A Watched Pot". Slate.
- Copeland, Paul L. . Allawah, New South Wales: Anno Domini. 2000. ISBN 9780646394596.